# ニューパルサー
ニューパルサー (NEW PULSAR) は、1993年に山佐が開発・販売したパチスロ機である。略称「ニューパル」。モチーフはグリム童話のかえるの王子様から取られている。キャッチコピーは「魔女の誘惑、魔性の快感」。

## 山佐初の4号機
0号機時代から同社のロングシリーズとして存在したパルサーシリーズ。大量リーチ目がウリだった本シリーズは、2号機の『ビッグパルサー』でキャラクター路線と大量リーチ目でヒットを飾り、3号機ではパルサーシリーズは登場しなかったものの、『ビッグパルサー』を踏襲した『スーパープラネット』が13万台のセールスを記録し大ヒットを果たした。そして、4号機時代となりその路線を変更することなく同社初の4号機として『ニューパルサー』が登場した。キャラクター路線としてビッグボーナス絵柄にカエルを採用。そして1000通りを超えるリーチ目を搭載して登場した。
当初は注目されなかったが、第3リール停止時のストップボタンを離すと払い出しがされるというシステムも搭載され、もったいぶってボタンを押しこんだ状態でいる（いわゆるネジリ）ことが可能になり、後に『ジャグラー』の告知ランプ点灯のタイミングにも採用され、現在では殆どのマシンに搭載されている。

## リーチ目概要
本機、そして同社としても、大量リーチ目が一つのウリである。本機のリーチ目は、基本的に左リールにボーナス絵柄があることが条件である。その上でボーナスの山型やV型、L型など存在する。しかし、現在はビッグボーナス一直線がリーチ目というマシンが多数存在するが、本機においては一部リーチ目にならない目も存在する。本機の配列上チェリーの上下にはボーナス絵柄が存在し、角・中チェリー時のボーナス絵柄の右リールの対角線上のボーナス絵柄全てがリーチ目になる。
そして、右リールのオレンジ・チェリー・7（左リール上or下段にボーナス絵柄が条件）が初めて採用され、後に「ゲチェナ（下段チェリー付7）」という語呂の良い略称も与えられ、現在では殆どのマシンで採用されるほどの定番リーチ目となっている。更には、中段ベル・ベル・オレンジなどの小役ハズレ目や一瞬ではリーチ目に見えないようなマニアック目も存在した。
逆押しですべてのリールにおいて全くボーナス絵柄が出現しない形（全リール枠外）もリーチ目である。

## 名機
同社の4号機第一弾として登場したにも関わらず、愛らしいキャラクター路線に大量リーチ目、更には微弱ながらも4号機特有の攻略法が通用し、そして重厚感溢れるFM音源など4号機初期にありながら完成度の高いマシンだったため、最終的には22万台を売り上げ、『北斗の拳』が記録を塗り替えるまでの10年間売上No.1の地位を維持しつづけていた。全盛期は本機がホールに設置されているパチスロ機の7割以上を占めるほどで、山佐自身が「ホールに新機種を売り込んでも、（ニューパルを）なかなかはずしてくれない」と語るなど、ホールからも絶大な信頼が得られていたことを窺わせるエピソードもある。

## 多数存在するリメイク
4号機の歴史にその名を刻む『ニューパルサー』であるが、後継機種として『ワイワイパルサー2』『ケロケロパルサー』『ワンパクパルサー』と立て続けにリリースしていくものの、『クランキーコンドル』（ユニバーサル販売）から始まった技術介入時代の到来により、パルサーシリーズはもとより山佐自体が苦戦を強いられることになる。そして、新筐体開発による旧筐体在庫処分のために2000年に『ニューパルサーR』としてリメイクされる。中身はそれまでの『ニューパルサー』とほとんど変わらないということでヒットするが、このおかげで旧筐体の在庫処分ができたものの受注が残ったままニューパルサーシリーズが品切れとなってしまい、新筐体バージョンとして2001年に『ニューパルサーT』が登場する。そして、2003年には『ニューパルサーRX』、2004年には『ニューパルサーX』、そして2005年の『ニューパルサーRZ』が最後のシリーズとなる。

リール配列やリーチ目を継承した機種に、山佐曰わく「98年度版ニューパルサー」の『マイマイN』がある。ビッグ絵柄のカエルがかたつむりになっている。また、左リールにボーナス絵柄なしのリーチ目が追加されている。同配列台としては他にも『でるでる小僧』がある。絵柄はピカ吾郎と同じキャラクターである。マイマイNより先に発売された。

## ニューパルサー中ボタン攻略法騒動
パチスロ必勝ガイド（白夜書房）が、ニューパルサーに攻略法が発覚したという未確認情報を緊急差込スクープと称して掲載したことが発端となった騒動。ビッグボーナス後に限り、特定の手順で連チャンを誘発できるという内容で、騒動後は中ボタンの反応が悪くなったニューパルサーが目立ったという。
攻略理論としては、「ニューパルサーは役抽選を二段階で判定しており、一段階目は小役抽選かボーナス抽選かの振り分けが行われ、比率は63：1」「ボーナス抽選が選択された場合、攻略法により二段階目はフリーパスとなり、必ずどちらかのボーナスに当選」という流れとなる。要は、ボーナス確率が1/64にアップするという攻略法である。

攻略手順
1. ビッグボーナス終了直後、中リールストップボタンを押し、そのまま押しっぱなしにする
2. 中ボタン押しっぱなしのまま、リセット後にコイン3枚投入（ベットボタンは使わない）
3. レバーを叩き、リールが回転したら中ボタンから手を離す
4. セット完了

攻略法の真偽とその顛末

パチスロ必勝ガイド1994年11月号において、最終的なボーナス当選率が約1/84（最終差枚数は+8104枚）とまさに攻略法の効果を裏付けるかのような実戦データが掲載されるも、後の再調査（実戦データは同誌掲載）では失敗に終わり、結論づけは見送られた。以降、同誌の調査に大きな進展は見られず、更には他誌の解析記事などで二段階抽選そのものが否定されたこともあって、ガセネタと結論づけられる形で事態は収束した。なお、後日発売されたニューパルサー必勝ガイド（同誌1995年6月号増刊）では「状況証拠が揃いながら実態が掴めなかった希有な例」と結論づけている。また、当該記事において「ある業界紙は、初期型のみ通用するがほぼ全てで対策済みと報じている」という趣旨の、いわば攻略法がまさに本物であったかのような文面が記載されていたが、"ある業界紙"の存在そのものも含め、それらの真偽が確認される事はなかった。

## ニューパルサーシリーズの変遷
- 1993年 - ニューパルサー
- 1998年 - でるでる小僧（絵柄違い）
- 1998年 - マイマイN（絵柄違い、左リールボーナス絵柄なしのリーチ目がある）
- 2000年 - ニューパルサーR（ベル・ベル・カエルが10枚役に、小役の減算値、リール制御変更）
- 2001年 - ニューパルサーT（テトラリール、最大ストック数1個かつボーナス終了後1Gで放出するストック機能搭載、ビッグボーナス終了後10ゲーム以内にビッグボーナス入賞でビッグ中のBGM変化）
- 2003年 - ニューパルサーRX（テトラリールのデザイン変更、筐体カラーにブラック採用）
- 2004年 - ニューパルサーX（リールサイズの拡大、バウンドストップ、バックライトによるデモ演出搭載）
- 2005年 - ニューパルサーRZ（筐体カラーにミラーゴールド採用（基本仕様はRX同様））
- 2007年 - ニューパルサーV（5号機で復活　4リール・4ボタン、単独ボーナスのみ、3枚がけ専用、ボーナス優先制御）
- 2008年 - ニューパルサーEvolution （4リール・4ボタン、小役重複ボーナス・ボーナスチェック・ボーナス告知機能搭載、3枚がけ専用、ボーナス優先制御、ブランクバー絵柄採用）
- 2009年 - ニューパルサー3（3リール・3ボタンで復活、ボーナスチェック・ボーナス告知機能搭載、1・2枚がけ可能、小役優先制御、リール配列の若干の変更、4号機でのウェイトスタート復活）
- 2010年 - ニューパルサーV2（3リール・3ボタン、3枚がけ専用、ボーナス告知機能搭載、ボーナス優先制御、蛙・赤７が規制緩和により同一フラグとなる）
- 2012年 - ニューパルサーSP（液晶搭載機、ボーナスチェック・ボーナス告知機能搭載、1・2枚がけ可能、2モード切替）
- 2015年 - ニューパルサーデラックス（3リール・3ボタン、ボーナス完全告知）
- 2017年 - ニューパルサーSPII（液晶搭載機、ボーナスチェック・ボーナス告知機能搭載、1・2枚がけ可能、3モード切替（ドットモード追加））
- 2019年 - ニューパルサーデラックス チェリーバージョン（3リール・3ボタン、ボーナス完全告知）
- 2021年（予定） - ニューパルサーSPIII（6号機、液晶搭載機、ボーナスチェック・ボーナス告知機能搭載、1・2枚がけ可能、3モード切替）

※5号機においては、岡山県の直営店『エンドレス』他数店舗にしか設置されなかった『RED（Evolutionのデザイン違い）』『ニューパルサ402（大量獲得BIG搭載、Evolutionのデザイン違い）』『キャプテンパルサー（獲得枚数の違うBIGが2種類5フラグ搭載。クアトロリールに止まる絵柄で獲得枚数が変化）』が存在する。

## ゲーム機
- 「ニューパルサーX」が、オンラインゲームサイト『777town.net』にてプレイが可能。
- 2009年1月13日より、ニューパルサーRとVの2機種を収録したWiiウェア『すぐスロDUO「ニューパルサーR&V」』がダウンロード販売開始。

以下はパッケージソフトとして発売された作品と収録機種。
- 実戦パチスロ必勝法!2 （サミー）  - 『ニューパルサー』
- 実戦パチスロ必勝法! 山佐伝説（サミー） - 『ニューパルサー』
- 山佐Digiガイド ニューパルサーR（ヤマサエンタテインメント） - 『ニューパルサー』『ニューパルサーR』
- 山佐Digiワールド テトラマスター（ヤマサエンタテインメント） - 『ニューパルサーT』
- 山佐Digiワールド4（ヤマサエンタテインメント） - 『ニューパルサーR』（隠し機種）
- SIMPLE1500シリーズ VOL.16 THE パチスロ（カルチュア・パブリッシャーズ） - 『ニューパルサー』

## ボーナス確率・機械割
| 設定 | BIG      | REG      | 機械割 |
| ---- | -------- | -------- | ------ |
| 1    | 1/303.41 | 1/606.82 | 93.3%  |
| 2    | 1/282.48 | 1/564.97 | 96.2%  |
| 3    | 1/264.26 | 1/528.52 | 99.1%  |
| 4    | 1/248.24 | 1/496.48 | 101.9% |
| 5    | 1/240.94 | 1/442.81 | 104.2% |
| 6    | 1/240.94 | 1/364.09 | 107.0% |

※初代ニューパルサー、メーカー発表の数値

## ニューパルの日
本機が発売されてから2021年で28周年であることから、2月28日が「ニューパルの日」として日本記念日協会に登録された。